# Osa de la Vega (kommunhuvudort)
Osa de la Vega är en kommunhuvudort i Spanien.   Den ligger i provinsen Provincia de Cuenca och regionen Kastilien-La Mancha, i den centrala delen av landet, 120 km sydost om huvudstaden Madrid. Osa de la Vega ligger 763 meter över havet och antalet invånare är 680.
Terrängen runt Osa de la Vega är huvudsakligen platt. Osa de la Vega ligger nere i en dal. Runt Osa de la Vega är det glesbefolkat, med 12 invånare per kvadratkilometer. Närmaste större samhälle är Belmonte, 12,3 km söder om Osa de la Vega. Trakten runt Osa de la Vega består till största delen av jordbruksmark.